# Бедингфилд, Кейт
Кэтрин Джоан Бедингфилд (англ. Katherine Joan Bedingfield; род. 1982) — американский политический советник, директор по коммуникациям Белого дома в администрации Джо Байдена с 2021 по 2023 годы. Ранее занимала должность заместителя руководителя президентской кампании Джо Байдена 2020 года и директора по коммуникациям, когда он был вице-президентом в администрации Обамы.

## Ранняя жизнь и образование
Выросла в Санди-Спрингс, Джорджия. Родители — Дана Х. и Сид Э. Бедингфилд. Училась в средней школе Санди-Спрингс и окончила Международную чартерная школа Ривервуда. Получила степень бакалавра в Виргинском университете.

## Карьера

### Политическая карьера
Работала на президентской кампании Джона Эдвардса 2008 года в качестве пресс-секретаря, а также занимала должность директора по коммуникациям в сенатской кампании 2008 года для Джинн Шейхин. В 2015 году была назначена директором по коммуникациям вице-президента Джо Байдена. В то же время занимала две дополнительные должности в администрации Обамы: директор по реагированию и заместитель директора по коммуникациям со СМИ.
Занимала должность заместителя руководителя предвыборной кампании Джо Байдена 2020 года. Журнал Fortune назвал её одним из самых влиятельных людей в возрасте до 40 лет в правительстве США и политике.

#### Администрация Байдена
В ноябре 2020 года была назначен директором по коммуникациям Белого дома в администрации президента Байдена.

### Вне политики
В ноябре 2011 года начала работать в Американской ассоциации кинокомпаний. В мае 2013 года была назначена пресс-секретарём и вице-президентом АСК по корпоративным коммуникациям. После работы в администрации Обамы ненадолго вернулась к спортивным и развлекательным коммуникациям.

## Личная жизнь
Вышла замуж за Дэвида Келли Кива 12 января 2013 года в Епископальной церкви Святого Иоанна на площади Лафайет в Вашингтоне, округ Колумбия. У супругов два ребёнка.